# Luca Mazzoni
Luca Mazzoni (* 29. März 1984 in Livorno) ist ein ehemaliger italienischer ehemaliger Fußballspieler, der auf der Torwartposition zum Einsatz kam. Er stand zuletzt bei der AS Livorno in der Serie B unter Vertrag und beendete dort im Sommer 2022 seine Karriere.

## Karriere
Luca Mazzoni begann seine Karriere 2004 bei seinem Heimatverein AS Livorno, wurde aber in seiner zweiten Saison an Pavia verliehen. 2009 wechselte er von Livorno zu Arezzo, wo er aber nur eine Saison blieb und zu Livorno zurückkehrte. In der Saison 2013/14 wurde er nach Padova verliehen. Nach dem Abstieg Livornos 2014 in die Serie B wurde er Stammspieler seines Vereins, wechselte aber eine Saison später zu Ternana Calcio, wo er sich ebenfalls als Stammtorhüter etablieren konnte. Seit 2016 spielt er wieder für Livorno, wo es ihm 2018 mit seinem Heimatverein gelang, als Stammkeeper erneut in die Serie B aufzusteigen. Am 23. Juli 2019 (nachdem er nach einer Kontrolle am 17. Februar 2019 nach einer 3:2-Niederlage bei einem Routine-Dopingtest gegen Lecce positiv auf Kokain getestet worden war) wurde er für 4 Jahre gesperrt. In der anschließenden Berufungsverhandlung am 4. März 2020 wurde das Strafmaß allerdings halbiert, sodass er ab der Saison 2021/22 wieder Spiele für Livorno bestreiten konnte. Am Ende der Saison 2022 beendete er dann seine Karriere bei Livorno, wo er insgesamt auf 178 Einsätze kam. In seiner 20 Jahre langen Karriere absolvierte er ein Spiel in der Serie A, 155 in der Serie B, 119 in der Serie C und 29 Spiele in der viertklassigen Lega Pro 2.